# Bailly-Baillière
Bailly-Baillière fue una librería editorial establecida en Madrid en 1848 por Charles Bailly-Baillière, como filial en España de la editorial del mismo nombre fundada en Francia por su padre, librero-editor en 1827 de la Academia de Medicina de París. Uno de sus productos más singulares fueron los almanaques y anuarios como el Almanaque Bailly-Bailliere, «pequeña enciclopedia popular de la vida práctica», precedente de los Anuarios Riera y del Calendario Zaragozano. En 1912 se fusionó con la editorial catalana Riera, como Bailly-Baillière-Riera Reunidos, con sede central en Barcelona, que publicó el Anuario general de España hasta 1978.

## Historia
Carlos, uno de los tres hijos del editor J. Bailly-Baillière, abrió la filial del negocio en España, instalándose en el nº 11 de la calle del Príncipe de Madrid en 1848. Tras su matrimonio con una española, Charles castellanizó su nombre de pila, y muy pronto se convirtió en uno de los más respetables libreros de la capital de España, el primero en la lista de ingresos de 1864. Funcionando como empresa de importación, traducción, edición y venta, su contacto con las novedades en la medicina europea a través de la empresa paterna, supuso que la publicación de algunas de sus primeras obras como el Tratado práctico y elemental de patología sifilítica y venérea (1848) de Lucien Belhomme o el de Medicina homeopática doméstica (1850) de Constantin Hering, la convirtieran en una editorial de referencia obligada para el cuerpo sanitario en España. Extendiéndose a otras ramas del saber (ingeniería, veterinaria y zoología, y en menor grado literatura y humanidades), su prestigio editorial se vio reconocido al ser nombrado Librero de la Academia de Jurisprudencia y Legislación, del Congreso de Diputados, de la Universidad Central de Madrid y Librero de Cámara de Sus Majestades.
Aunque como impresor colaboró en principio con la imprenta de Tomás Fortanet y Ruano, la imprenta de Sordo-Mudos (a partir de 1853) y la de Munuesa (en 1857); pronto consiguió cubrir sus ediciones con la imprenta propia instalada en el barrio de Chamberí.
Sin embargo su proyecto más popular y ambicioso, por el que sería históricamente recordado el membrete "Bailly-Baillière", fue la edición, a partir de 1879, de sucesivos modelos y tipos de guía-directorio en España, lo que supuso la creación de una imponente red de corresponsales en el territorio peninsular y colonial español. Para Valencia, se conocen al menos los de los años 1892, 1897, 1905, entre 1907 y 1910, 1914 y 1920.

## Almanaques y anuarios
Los almanaques, anuarios y guías-directorio de Bailly-Baillière eran una mezcla de calendario y agenda, presentados en un voluminoso formato, de entre 300 y 500 páginas, en el que podían consultarse artículos de divulgación sobre agricultura, arte, astronomía, automóviles, aviación, bricolaje, ciencias, cultura, deportes, derecho, economía, ganadería, geografía, heráldica, historia,literatura, gramática, medicina, moda, música, ocio, óbitos, teatro, toros, viajes, y demás información útil para profesionales y público en general. Incluía asimismo noticias curiosas, grabados, fotografías, retratos y dibujos, y en el caso de la Guía-directorio de Madrid y su provincia, planos, mapas, y publicidad comercial. El proyecto tuvo como primer director literario a Eugenio Ochoa. En algunos aspectos, pueden considerarse un anticipo del Calendario Zaragozano en cuanto a predicciones meteorológicas.
El Anuario de comercio... recibió medallas de oro en las exposiciones de Matanzas (1881), Barcelona (1888), Chicago (1890), París (1900), Zaragoza (1908), y de plata en París (1889), además de diplomas en Madrid (1890 y 1907).
Muerto el fundador en 1892, continuaron el negocio sus hijos Antonio y Enrique. En 1911, la empresa se fusionó con su gran competidora nacional, la editorial Riera (autora de la guía catalana Anuario-Riera entre 1896-1911), y la sede central pasó a Barcelona, quedando Madrid como filial del nuevo grupo editorial. Esta empresa publicó anuarios entre 1912-1978, con el título Anuario general de España.

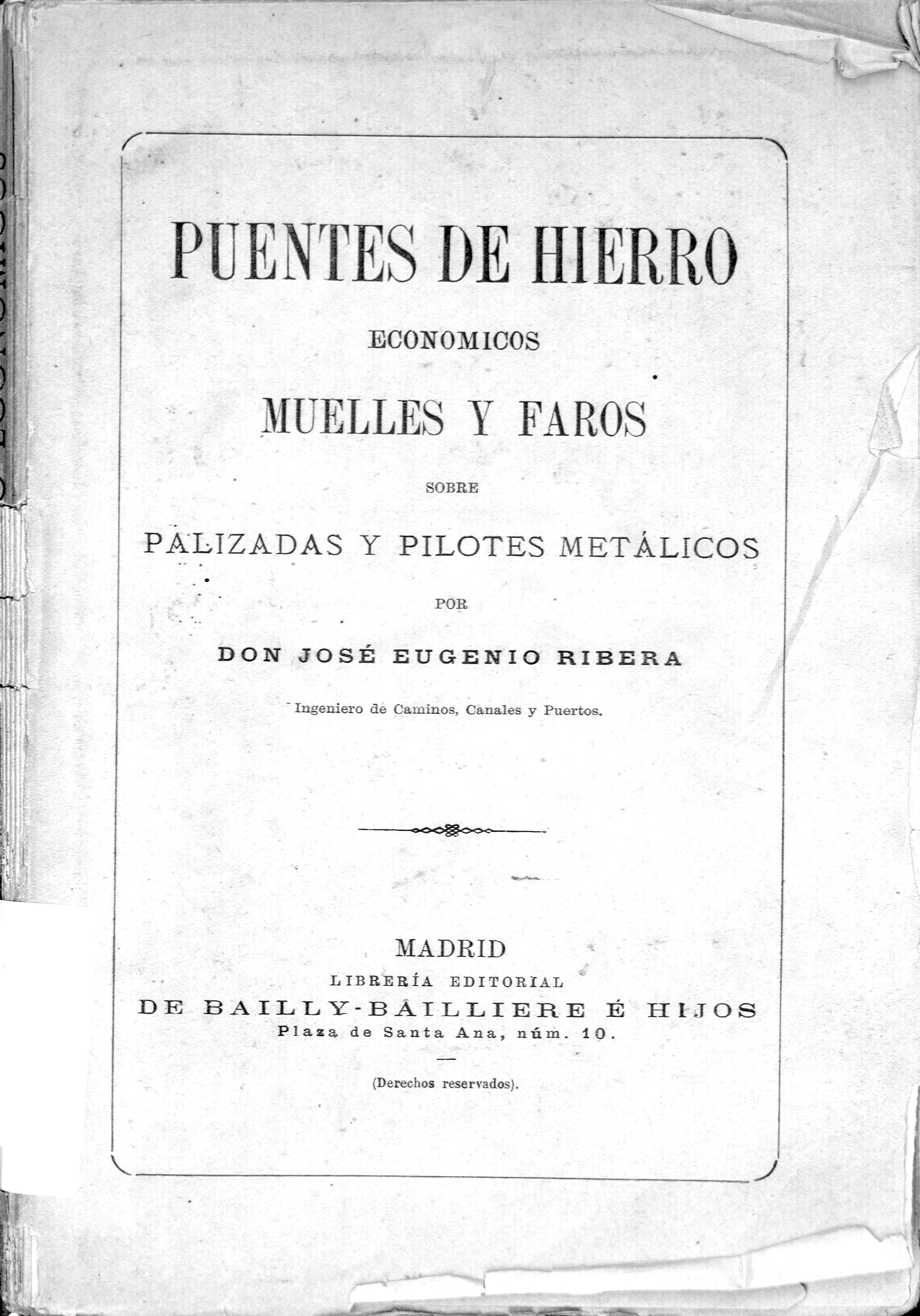
Edición del tratado de José Eugenio Ribera sobre Puentes de hierro económicos (1895).